# 武蔵丘ゴルフコース
武蔵丘ゴルフコース（むさしがおかごるふこーす）は、埼玉県飯能市にあるゴルフ場。プリンスホテルグループに属する。

## 住所
- 〒357-0006 埼玉県飯能市中山665

## アクセス

### 車の場合
- 圏央道/狭山日高インターチェンジより6km

### 電車の場合
- 利用路線	西武池袋線・飯能駅下車
  - クラブバス	なし
  - タクシー	飯能駅北口から6分 約1000円

## トーナメント開催情報
- 1983年（昭和58年） - マツダジャパンクラシック[1]
- 1985年（昭和60年） - マツダジャパンクラシック[2]
- 1987年（昭和62年） - マツダジャパンクラシック[3]
- 1988年（昭和63年） - マツダジャパンクラシック[4]
- 1990年（平成2年） - マツダジャパンクラシック[5]
- 1992年（平成4年） - マツダジャパンクラシック[6]
- 1998年（平成10年） - LPGAジャパンクラシック[7]
- 2001年（平成13年） - ミズノクラシック[8]
- 2004年（平成16年） - 樋口久子ゴルフ殿堂入り記念IDC大塚家具レディス[9]
- 2005年（平成17年） - 樋口久子IDC大塚家具レディス[10]
- 2006年（平成18年） - 樋口久子IDC大塚家具レディス[11]
- 2007年（平成19年） - 樋口久子IDC大塚家具レディス[12]
- 2008年（平成20年） - 樋口久子IDC大塚家具レディス[13]
- 2009年（平成21年） - 樋口久子IDC大塚家具レディス[14]
- 2010年（平成22年） - 樋口久子IDC大塚家具レディス[15]
- 2015年（平成27年） - 樋口久子 Pontaレディス[16]
- 2016年（平成28年） - 樋口久子 三菱電機レディスゴルフトーナメント[17]
- 2017年（平成29年） - 樋口久子 三菱電機レディスゴルフトーナメント[18]
- 2018年（平成30年） - 樋口久子 三菱電機レディスゴルフトーナメント[19]
- 2019年（令和元年） - 樋口久子 三菱電機レディスゴルフトーナメント[20]
- 2020年（令和2年） - 樋口久子 三菱電機レディスゴルフトーナメント[21]
- 2021年（令和3年） - 樋口久子 三菱電機レディスゴルフトーナメント[22]
- 2022年（令和4年） - 樋口久子 三菱電機レディスゴルフトーナメント
- 2023年（令和5年） - 樋口久子 三菱電機レディスゴルフトーナメント